# 基兴泰林斯富特
基兴泰林斯富特是德国巴登-符腾堡州的一个市镇。总面积11.00平方公里，总人口5576人，其中男性2753人，女性2823人（2011年12月31日），人口密度507人/平方公里。